# Zirəddin Bayramov
Zirəddin İslam oğlu Bayramov (ur. 7 maja 2002) – azerski zapaśnik walczący w stylu wolnym. 
Piąty na mistrzostwach Europy w 2022. Drugi na MŚ U-23 w 2023 i trzeci w 2021. Wygrał ME U-23 w 2022 i trzeci w 2021. Drugi na MŚ juniorów w 2021 i 2022. Trzeci na MŚ kadetów w 2019 roku.